# Kathy Najimy
Kathy Ann Najimy (San Diego, Californië, 6 februari 1957) is een Amerikaans actrice die tevens werkzaam is als stemacteur. Ze won onder meer een American Comedy Award voor haar rol in Sister Act en een Annie Award voor het inspreken van de stem van Peggy Hill in de animatieserie King of the Hill.

## Biografie

### Vroege jaren
Najimy werd geboren in San Diego, Californië, als de dochter van de Libanese immigranten Samia Massery en Fred Najimy, een postmedewerker. Ze groeide katholiek op en ging naar de Crawford High School.

### Carrière
Najimy's filmcarrière begon aan het begin van de jaren 90 met een aantal kleine rollen. Haar eerste grote rol had ze in 1992 in de komische film Sister Act, waarin ze was te zien als Zuster Mary Patrick. Deze rol vertolkte ze in 1993 opnieuw in Sister Act 2: Back in the Habit. Ze was datzelfde jaar te zien in Hocus Pocus waarin ze met Bette Midler en Sarah Jessica Parker de Sanderson-zussen speelde. In 1997 leende ze haar stem voor het personage Tillie Hippo in de minder bekende animatiefilm Cats Don't Dance, waarin ook de stemmen van Jasmine Guy, John Rhys-Davies en Don Knotts te horen zijn. Zangeres Natalie Cole werkte ook mee aan de film: haar stem werd gebruikt voor de zang van Sawyer de Kat, het personage dat is ingesproken door Jasmine Guy. In 1998 had ze een cameo in de horrorfilm Bride of Chucky als de vrouw die de lichamen van Diane en Russ ontdekt. In 2001 was ze te zien in de succesvolle komische film Rat Race, naast acteurs als John Cleese, Rowan Atkinson, Cuba Gooding jr., Whoopi Goldberg, Jon Lovitz en Seth Green. Ze had in 2006 een gastoptreden in de Amerikaanse sitcom That's So Raven. Najimy was vier keer met Whoopi Goldberg in een film te zien: Soapdish, Sister Act 1 en 2 en Rat Race.
In 2022 hernam ze haar rol in Hocus Pocus 2.
Naast in films ging ze steeds meer in televisieseries spelen, zoals in de dramaserie Chicago Hope, waarin ze een terugkerende rol had. Van 1997 tot 2000 maakte ze deel uit van de filmploeg van Veronica's Closet. In 2006 en 2007 was ze te zien als Dr. Mildred in de serie Numb3rs.
In 2004 werd ze door het Ms. Magazine verkozen tot "Vrouw van het Jaar".

### Privéleven
Najimy trouwde op 8 augustus 1995 met acteur en zanger Dan Finnerty, met wie ze in 1996 een dochter kreeg. Ze is een trouw feminist en staat bekend als activist voor rechten voor mensen, vrouwen en homoseksuelen. Ze gebruikt haar bekendheid om tijdens spelshows geld te doneren aan goede doelen. Zo was ze te zien als kandidaat in de celibrity-versie van The Weakest Link waar ze $50.000 won voor "The Feminist Majority Foundation's Campaign to Stop Gender Apartheid in Afghanistan". Ze deed drie keer mee aan de Celebrity Poker Showdown en won tijdens het zesde seizoen in september 2005 een bedrag van $100.000, wat ze doneerde aan V-Day, een organisatie die helpt om geweld tegen vrouwen te stoppen.
Ze is vegetariër en biseksueel.

## Filmografie
- 1991 - Soapdish - Tawny Miller
- 1991 - Other People's Money - naamloos
- 1991 - The Fisher King - Verwarde klant
- 1991 - The Hard Way - Lang's Girl Friday
- 1992 - Sister Act - Zuster Mary Patrick
- 1992 - Topsy and Bunker: The Cat Killers - Marge
- 1992 - This Is My Life - Angela
- 1993 - Hocus Pocus - Mary Sanderson
- 1993 - Sister Act 2: Back in the Habit - Zuster Mary Patrick
- 1994 - In Search of Dr. Seuss - Kathy
- 1994 - In It's Pat - Tippy
- 1994 - In Extra Terrorestrial Alien Encounter - Dr. Femus
- 1995 - Jeffrey - Acolyte
- 1997 - Shantay - Toyota Carter
- 1997 - Nevada - Ruth
- 1997 - Women Without Implants - ...
- 1998 - Zack and Reba - Mrs. Simpson
- 1998 - Bride of Chucky - Tabby
- 1998 - Hope Floats - Toni Post
- 2000 - If These Walls Could Talk 2 - Dokter
- 2000 - Attention Shoppers - Penelope
- 2000 - Leaving Peoria - Dr. Albright
- 2001 - Rat Race - Beverly 'Bev' Pear
- 2001 - The Wedding Planner - Geri
- 2004 - Balto III: Wings of Change - Dipsy
- 2005 - Getting Played - Dr. Heidi Z. Klemmer
- 2005 - Bam Bam and Celeste - Legba
- 2005 - Say Uncle - Maggie Butler
- 2006 - That's So Raven - Lora Stelladora
- 2006 - Numb3rs - Dr. Mildrid Finch (2006-2007)
- 2008 - Prop 8: The Musical - Echtgenote
- 2015 - Descendants - Evil Queen
- 2021 - Single all the way - Christmas Carole
- 2022 - Hocus Pocus 2 - Mary Sanderson

### Stemmen
- 1997 - Cats Don't Dance - Tillie Hippo
- 1997 - King of the Hill - Peggy Hill
- 1998 - The Jungle Book: Mowgli's Story - Chil de Gier
- 2006 - Brother Bear 2 - Tante Taqqiq
- 2006 - Scooby-Doo! Pirates Ahoy! - Sunny St. Cloud
- 2008 - WALL•E - Mary